# Tapoa I
Tapoa I di Bora Bora, altrimenti noto come Tapoa I (Bora Bora, 1772 – Bora Bora, 1812), è stato il primo re di Bora Bora dal 1778 al 1812.

## Biografia
Tapoa I nacque nel 1772, figlio della gran capessa Teriʻimaevarua I di Bora Bora e di suo marito, il nobile locale Taʻo-ata.
Alla morte della madre ne ereditò la qualifica e nel giro di pochi anni, da abile guerriero, riuscì ad unificare tutti i domini dell'isola di Bora Bora invadendo e sottomettendo le isole di Tahaa e Raiatea per un certo periodo di tempo, giungendo quindi nel 1788 ad istituire ufficialmente un regno. Data l'effettiva distanza tra i tre domini che componevano le terre alle sue dipendenze, Tapoa I nominò dei suoi rappresentanti di fiducia nei nobili Mai e Tefa'aora che governarono in sua vece le isole minori. Poco dopo ad ogni modo dovette rinunciare alla sovranità su Raiatea, isola dove aveva stabilito la sua corte, a causa di una rivolta interna capeggiata dal gran capo locale Tamatoa, e per questo si ritirò definitivamente a Bora Bora.
Con l'intento di venire in soccorso al giovane sovrano Pomare II di Tahiti, il cui regno era minacciato da rivolte interne che lo avevano costretto dal 1808 a trovare rifugio sull'isola di Moorea, Tapoa I inviò nel 1810 una forza di 262 guerrieri capeggiate dal governatore di Bora Bora, Mai. Queste forze presero poi parte, su ordine di suo figlio Tapoa II, alla Battaglia di Te Feipī del 12 novembre 1815.
Alla sua morte nel 1812 gli succedette il figlio Tapoa II.

## Matrimonio e figli
Tapoa I sposò Ai-mata, figlia di Pa, di Bora Bora. Da questa unione nacquero due figli:
- principe Tapoa, successore del padre come re di Bora Bora
- principessa Teriʻimaevarua-vahine (m. 1809), ebbe discendenza

## Albero genealogico
|                               |              |                                  | Genitori             |  |  | Nonni |  |  | Bisnonni |  |  | Trisnonni |  |
|                               |              |                                  |                      |  |  |       |  |  | Tau-niua |  |  | …         |  |
|                               |              |                                  |                      |  |  |       |  |  | Tau-niua |  |  | …         |  |
|                               |              | …                                |                      |  |  |       |  |  | Tau-niua |  |  |           |  |
| Mano-tahi                     |              |                                  |                      |  |  |       |  |  | Tau-niua |  |  |           |  |
|                               |              | Ha'apai-taha'a-vahine di Raiatea | Ari'i-rua di Raiatea |  |  |       |  |  |          |  |  |           |  |
|                               |              | Ha'apai-taha'a-vahine di Raiatea | Ari'i-rua di Raiatea |  |  |       |  |  |          |  |  |           |  |
|                               |              | Ha'apai-taha'a-vahine di Raiatea | Tetua-nui-i-tahu-ea  |  |  |       |  |  |          |  |  |           |  |
| Ta'o-ata                      |              | Ha'apai-taha'a-vahine di Raiatea |                      |  |  |       |  |  |          |  |  |           |  |
|                               |              | …                                | …                    |  |  |       |  |  |          |  |  |           |  |
|                               |              | …                                | …                    |  |  |       |  |  |          |  |  |           |  |
|                               |              | …                                | …                    |  |  |       |  |  |          |  |  |           |  |
| Te-i'oa-tua                   |              | …                                |                      |  |  |       |  |  |          |  |  |           |  |
|                               |              | …                                | …                    |  |  |       |  |  |          |  |  |           |  |
|                               |              | …                                | …                    |  |  |       |  |  |          |  |  |           |  |
|                               |              | …                                | …                    |  |  |       |  |  |          |  |  |           |  |
| Tapoa I                       |              | …                                |                      |  |  |       |  |  |          |  |  |           |  |
|                               | Teri'itemiro | Tetua-anua-hia                   |                      |  |  |       |  |  |          |  |  |           |  |
|                               | Teri'itemiro | Tetua-anua-hia                   |                      |  |  |       |  |  |          |  |  |           |  |
|                               | Teri'itemiro | Rere-ao                          |                      |  |  |       |  |  |          |  |  |           |  |
| Uru-a-tu                      | Teri'itemiro |                                  |                      |  |  |       |  |  |          |  |  |           |  |
|                               |              | Tetope                           | …                    |  |  |       |  |  |          |  |  |           |  |
|                               |              | Tetope                           | …                    |  |  |       |  |  |          |  |  |           |  |
|                               |              | Tetope                           | …                    |  |  |       |  |  |          |  |  |           |  |
| Teri'imaevarua I di Bora Bora |              | Tetope                           |                      |  |  |       |  |  |          |  |  |           |  |
|                               |              | …                                | …                    |  |  |       |  |  |          |  |  |           |  |
|                               |              | …                                | …                    |  |  |       |  |  |          |  |  |           |  |
|                               |              | …                                | …                    |  |  |       |  |  |          |  |  |           |  |
| Tetua-ti'i-roa                |              | …                                |                      |  |  |       |  |  |          |  |  |           |  |
|                               |              | …                                | …                    |  |  |       |  |  |          |  |  |           |  |
|                               |              | …                                | …                    |  |  |       |  |  |          |  |  |           |  |
|                               |              | …                                | …                    |  |  |       |  |  |          |  |  |           |  |
|                               |              | …                                |                      |  |  |       |  |  |          |  |  |           |  |